# Oscar Más
Oscar Mas (Villa Ballester, Buenos Aires, Argentina; 29 de octubre de 1946), apodado «Pinino» Mas, es un exfutbolista argentino.
Surgido de las divisiones inferiores de River Plate, es el segundo máximo goleador del club con 220 goles en 424 partidos. En su primera etapa jugó entre 1964 y 1973, y de regreso a su equipo formativo, ganó el bicampeonato en 1975 con la conquista del Torneo Metropolitano y el Nacional, cortando una racha de 18 años sin salir campeón, que la padeció en gran parte.
Fichó entremedio con el Real Madrid C. F. en la temporada 1973-74, teniendo una breve estadía en el «merengue». Posterior a 1976 marchó a diferentes clubes hasta su retiro.
Fue internacional absoluto con la selección de fútbol de Argentina, con la que marcó diez goles en 37 partidos y participó del Mundial de Inglaterra de 1966.

## Trayectoria

### Inicios

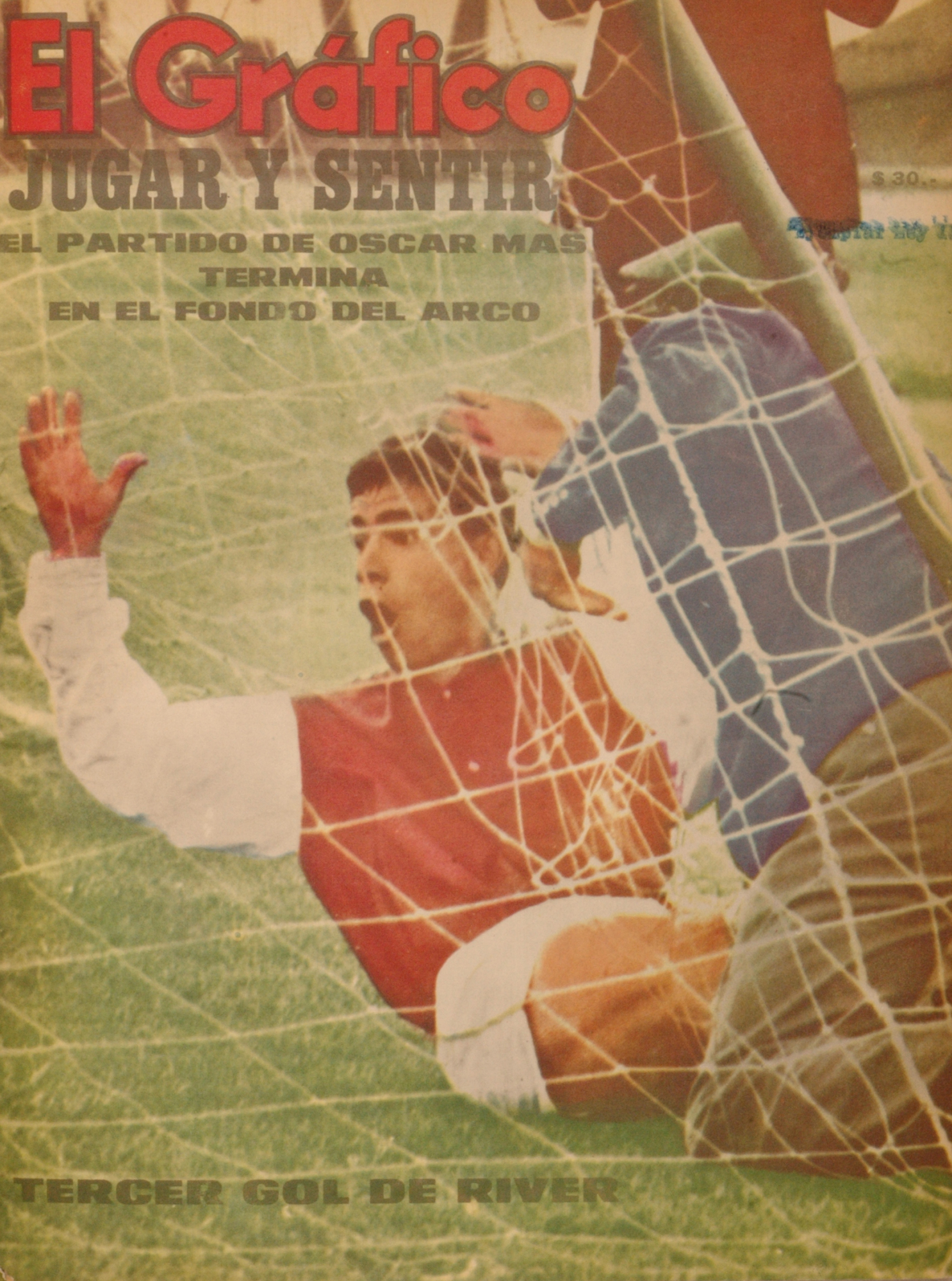
Más con River en 1965.

Oscar Más nació el 29 de octubre de 1946 en Villa Ballester, zona norte del Gran Buenos Aires. «Pinino», como le decían en aquellas épocas (porque siempre jugaba con unas bolitas chiquitas llamadas pininas), se inició en las inferiores de Juvenil Porteño.

Fanático de River Plate, se cuenta que a los diez años, cuando fue a probarse a Boca Juniors de la mano de Juan Evaristo, estando el partido empatado, hubo un penal y Más lo erró. Posteriormente confesó:
«Lo tiré afuera a propósito. ¿Cómo iba a hacer un gol para Boca?».
Ernesto Duchini más tarde lo vería jugar y clavar un zurdazo potente, denotando su habilidad, al ángulo en un picado en su natal Villa Ballester. Duchini convenció al padre de aquel joven Óscar de probarse en River.

### Carrera profesional

#### Primera etapa en River Plate (1964-1973)
Carlos Peucelle lo puso en primera a los diecisiete años contra Chacarita, por la primera fecha del Campeonato de Primera División 1964. El partido terminó 1-0 con gol del chileno Eladio Rojas (el Mono hizo la jugada del gol), jugado el 26 de abril de 1964 en Villa Maipú.
Más, sin embargo, formó parte en la totalidad de su primer ciclo de los 18 años de sequía de títulos del club millonario. Su primer paso por River duró hasta 1973, convirtiendo 188 goles en 339 partidos. Fue el máximo goleador de River en seis temporadas, sin poder consagrarse campeón de ningún título, que le serían esquivos hasta dos años más tarde de partir del club. Más notablemente disputó la final de la Copa Libertadores 1966, la cual perdió con Peñarol en el tercer partido, siendo titular en los últimos dos encuentros. 
Tan temprano como en 1965 ya sería el goleador del equipo con 16 goles. Saldría subcampeón de aquel torneo como al año siguiente en 1966.
Entre el Nacional 1968 y el Metropolitano 1970 su equipo fue subcampeón de los cuatro torneos nacionales disputados de manera consecutiva. En aquel 1970 también tuvo una memorable Libertadores, en la que disputó la semifinal contra Estudiantes y dejó en el camino a Boca en años donde, por ese entonces, River no se solía imponer en el Superclásico. Aquella participación terminaría cayendo en ambos partidos contra el equipo de Osvaldo Zubeldía, aún empatando la serie en el partido de vuelta con un gol suyo.
Previo a su partida a mediados de 1973 también disputó la final del Torneo Nacional 1972, dejando en el camino nuevamente a Boca en la semifinal. La suerte le daría la espalda a la banda al perder con San Lorenzo el partido definitorio.
Pese a los infortunios en materia de consagraciones, Pinino Más dejó una marca importante dentro del club: sus actuaciones en los superclásicos. Su cualidad goleadora le permitió marcarle once goles al rival de toda la vida, con tres dobletes en su haber, incluyendo en La Bombonera en 1966 que cortó la racha negativa de once años sin victorias visitantes, y en el 5-4 en Vélez por el Nacional 1972.

#### Real Madrid y vuelta a River Plate
A mediados de 1973 es vendido al Real Madrid, donde terminaría como máximo goleador de su equipo en la temporada 1973-74 de la Liga Española. Sin embargo, el equipo no tuvo un buen desempeño en aquella liga, como si lo tuvo en la Copa del Rey de aquella temporada, la cual ganó. Tras casi dos años en el club merengue, se pactó su vuelta a River, de la mano de Ángel Labruna (con quien ya había compartido vestuario siendo Angelito director técnico), y a fin de romper la sequía.
En su vuelta, Más pudo cumplir su sueño de salir campeón. Se le dio dos veces, en 1975, ganando ambos Metropolitano y Nacional, siendo el goleador de River en este último, con diez tantos. Se dio también el gusto de marcarle una última vez, jugando para River, a Boca, por el Torneo Nacional, en el partido jugado en el Monumental. En 1976 sería subcampeón del Torneo Nacional 1976 y de la Copa Libertadores 1976, anotando dos goles en tres partidos en la final. Su segundo paso por River dejó un saldo de 32 goles en 85 partidos.
Pinino finalizaría su etapa como jugador de River siendo el segundo máximo goleador de la historia del club con 220 goles, el segundo máximo goleador de la historia de los superclásicos con doce anotaciones, en ambas marcas siendo superado únicamente por Ángel Labruna, y el sexto jugador con más partidos en el club.

#### Últimos años

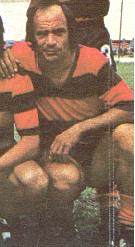
Más en Defensores de Belgrano, 1980.

Se fue de River en 1977 para jugar para el América de Cali, donde tuvo un recordado paso, jugando 68 partidos y convirtiendo 36 goles. En 1979 regresó a Argentina para jugar en Quilmes, donde participó en la Copa Libertadores 1979. Allí jugó once partidos, cuatro por Libertadores, marcando tres goles. Al año siguiente, firmó para Defensores de Belgrano, de la Primera B argentina. En Defensores participó en cincuenta y siete partidos y marcando cuarenta goles, entre 1980 y 1981, convirtiéndose en la sensación del torneo. En 1982 pasó a Mariano Moreno, con catorce partidos y siete goles y después a Sarmiento de Junín, jugando dieciocho partidos y convirtiendo seis tantos. Recaló también en El Porvenir, nuevamente en la Primera B.
Ya terminando su carrera, deambuló sin mucho éxito en Boca Juniors de Bariloche, Progreso de Juan José Paso, y Everton Argentinos Juniors.
Tuvo un último tramo en la Primera División con Huracán Las Heras, disputando el Campeonato Nacional 1985. Finalizó su etapa en la máxima categoría de Argentina como el 12° jugador más goleador de la misma.
En Talleres de Remedios de Escalada ganaría el reducido de la Primera C 1986-87, obteniendo así el ascenso para el Campeonato de Primera B 1987-88, y finalmente se retiraría del fútbol en Boca de Coronel Suárez, jugando hasta 1989.

## Selección argentina

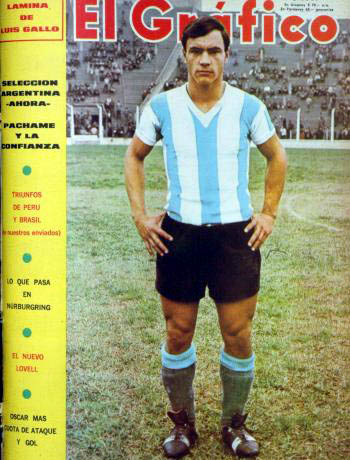
Con la selección argentina en 1969.

Jugó para la selección de fútbol de Argentina, disputando la Copa Mundial de la FIFA en 1966 y siendo subcampeón del Campeonato Sudamericano de 1967. 
En total, participó en 37 partidos con la camiseta albiceleste, en los que marcó diez goles.

### Participaciones en Copas del Mundo
| Mundial                      | Sede       | Resultado        | Partidos | Goles |
| ---------------------------- | ---------- | ---------------- | -------- | ----- |
| Copa Mundial de la FIFA 1966 | Inglaterra | Cuartos de final | 4        | 0     |

### Participaciones en la Copa América
| Mundial                      | Sede    | Resultado  | Partidos | Goles |
| ---------------------------- | ------- | ---------- | -------- | ----- |
| Campeonato Sudamericano 1967 | Uruguay | Subcampeón | 4        | 1     |

## Estilo

### Técnica

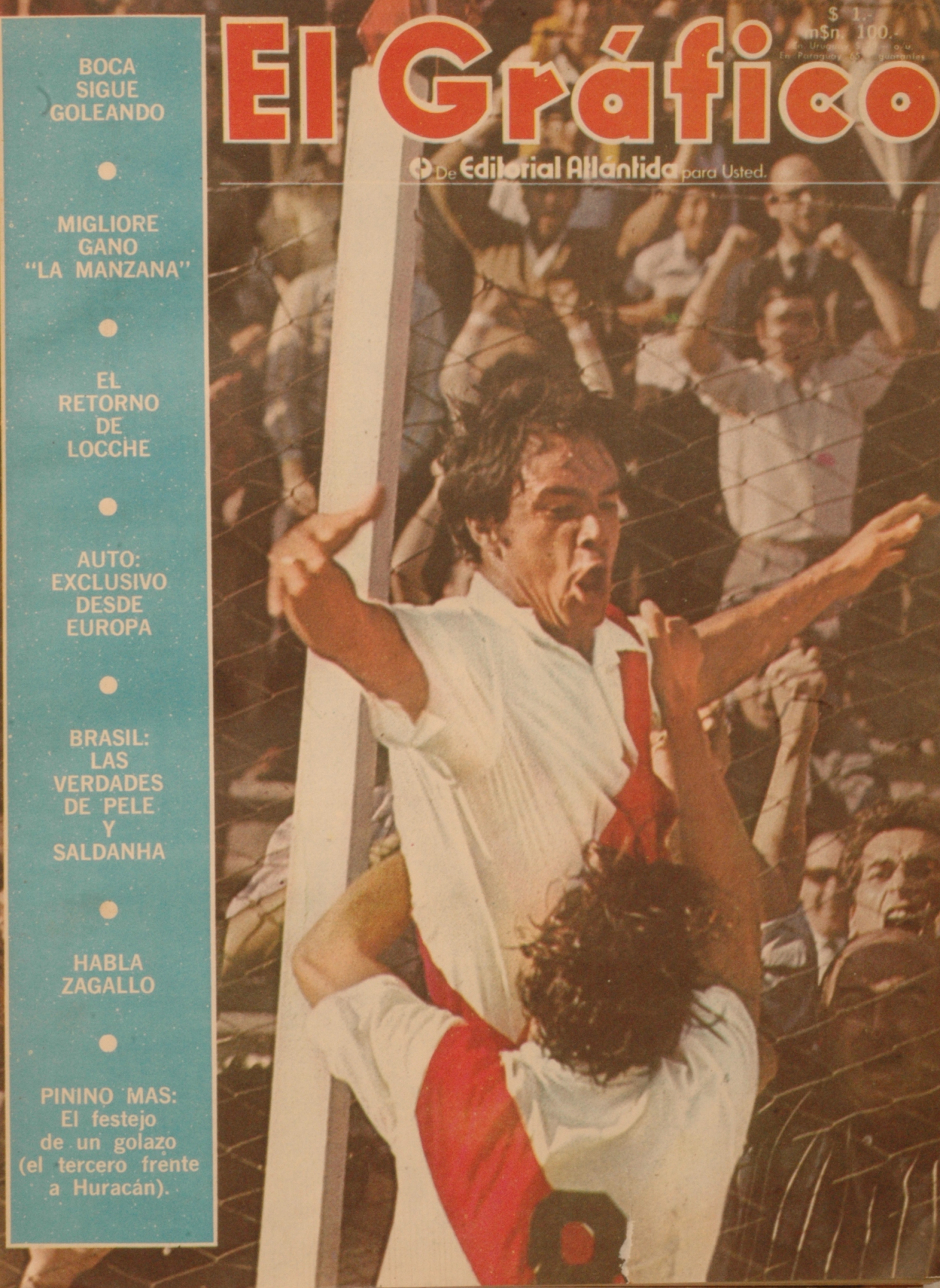
Gritando un gol a Huracán en 1970.

Oscar Más se desempeñaba en la posición de wing izquierdo. Pinino pateaba al arco desde cualquier lado, con ángulo, sin ángulo, desde la raya, tapado, exigido, después de correr treinta metros con la pelota. Tenía el gol clavado entre los ojos. Bajito pero potente, sus poderosas piernas le daban un pique corto tremendo y una fuerte pegada, varios dan su estatura entre 1,60 y 1,68 mts. Era poseedor de un zurdazo letal, y su obsesión por el gol era fuera de lo común: le gustaba meterla desde ángulos imposibles: si era de lejos, mejor; si podía hacer que diera en los palos antes de atravesar la línea, mucho mejor aún. Otras de sus curiosidades eran su alocados y acrobáticos festejos después de anotar un gol.

### Personalidad

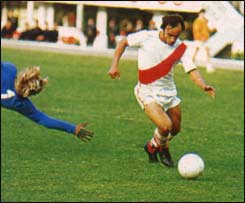
Pinino Más, a punto de conquistar un gol para River Plate.

Dentro de la cancha, disfrutaba las jugadas difíciles. En 1965, de espaldas al arco, sorprendió a Edilberto Righi, de Banfield, con su primer gol de chilena. En 1970 le pateó a Raúl Navarro desde el costado a unos treinta y cinco metros, y se la clavó cuando el arquero de Huracán se acomodaba para esperar un centro. En 1969 le metió a Roma un zurdazo de mortero que pegó en los tres postes del arco y no entró, pero poco después hizo lo mismo contra Racing: el tiro dio en el primer palo, en el travesaño, en el palo izquierdo y fue adentro. Contra Banfield metió un gol de palomita a veinte centímetros del suelo en uno de los goles más asombrosos jamás vistos. Se sentaba en la pelota antes de patear un córner a esperar que los jugadores se acomodaran, o salía a la cancha con un paraguas abierto una noche de diluvio.
Afuera de la cancha eran famosos sus furcios en los reportajes de vestuario. Además, era un gran bromista. Era capaz de interrumpir una sesión de cine para tirar un baldazo de agua a sus compañeros; de tirar cajones con cubiertos en el silencio de la noche; o de encender el diario que Ángel Labruna estaba leyendo.
Era un hombre simple, práctico. Un día, cuando gobernaba el mal humor en River, al no tener resultados favorables al final de un campeonato, los directivos de River llevaron a un psicólogo que le explicó al plantel que el ruido de los aviones sobre el estadio los atemorizaba, «y yo me levanté y le dije: ¿me permite? ¡Por qué no se va al carajo!».
Un día, durante la campaña de 1975, en un almuerzo, hizo de falso mago con la habilidad de sacar el mantel de todas las mesas sin que se caigan los platos con la comida. Sin embargo, a Más se le cayó todo. Como cábala, se repitió el show del mago en cada partido jugado como local hasta llegar al campeonato.
Jugando para Quilmes, lloró por dentro y no festejó la noche en que Quilmes se puso 2-0 sobre River (en 1979) con un tremendo zurdazo que atravesó a Ubaldo Fillol ante un estadio de Vélez lleno. Todo el público se puso de pie: la hinchada de River aplaudiría aquel gol, pero el autor, Pinino, no podía estar contento.

### Síntesis
Oscar fue uno de los jugadores más espectaculares que tuvo el fútbol argentino. Su potencia para arrancar con la pelota o para recibir un pase largo, su confianza en sí mismo le permitía animarse a pegarle de volea (sin parar la pelota), y su furibundo remate fueron sus características inolvidables. Era físicamente chaplinesco, con piernas chuecas y escasa estatura. Todas estas características lo han convertido en el recordadísimo jugador que hoy sigue siendo. A más de treinta años de haber dejado de jugar en River, aún hay banderas con su figura o con su nombre, en cada partido jugado en el estadio riverplatense recordándolo. Pinino es considerado uno de los grandes ídolos de la historia de River Plate.

## Clubes
| Club                            | País      | Año       |
| ------------------------------- | --------- | --------- |
| River Plate                     | Argentina | 1964-1973 |
| Real Madrid                     | España    | 1973-1974 |
| River Plate                     | Argentina | 1975-1976 |
| América de Cali                 | Colombia  | 1977-1978 |
| Quilmes                         | Argentina | 1979      |
| Defensores de Belgrano          | Argentina | 1980-1981 |
| Mariano Moreno de Junín         | Argentina | 1982      |
| Sarmiento de Junín              | Argentina | 1982      |
| El Porvenir                     | Argentina | 1983-1984 |
| Boca de San Carlos de Bariloche | Argentina | 1984      |
| Progreso de Juan José Paso      | Argentina | 1984      |
| Everton Argentinos Juniors      | Argentina | 1985      |
| Huracán Las Heras               | Argentina | 1985      |
| Talleres (RdE)                  | Argentina | 1986-1987 |
| Boca de Coronel Suárez          | Argentina | 1987-1989 |

## Estadísticas
Datos actualizados a fin de carrera deportiva.
| River Plate Argentina |               |               |     |     |   |    |    |     |     |      |      |
| 1.ª | 1964          | 24            | 3   | —   | — | —  | —  | 24  | 3   | 0,13 |      |
| 1.ª | 1965          | 33            | 16  | —   | — | —  | —  | 33  | 16  | 0,48 |      |
| 1.ª | 1966          | 31            | 11  | —   | — | 3  | 0  | 34  | 11  | 0,32 |      |
| 1.ª | 1967          | 34            | 17  | —   | — | 13 | 7  | 47  | 24  | 0,51 |      |
| 1.ª | 1968          | 33            | 16  | —   | — | —  | —  | 33  | 16  | 0,48 |      |
| 1.ª | 1969          | 43            | 24  | —   | — | —  | —  | 43  | 24  | 0,56 |      |
| 1.ª | 1970          | 26            | 20  | —   | — | 10 | 9  | 36  | 29  | 0,81 |      |
| 1.ª | 1971          | 33            | 20  | —   | — | —  | —  | 33  | 20  | 0,61 |      |
| 1.ª | 1972          | 38            | 27  | —   | — | —  | —  | 38  | 27  | 0,71 |      |
| 1.ª | 1973          | 13            | 17  | —   | — | 5  | 1  | 18  | 18  | 1,00 |      |
| 1.ª | 1975          | 42            | 15  | —   | — | —  | —  | 42  | 15  | 0,36 |      |
| 1.ª | 1976          | 31            | 13  | —   | — | 12 | 4  | 43  | 17  | 0,40 |      |
| Total club | Total club    | 381           | 199 | 0   | 0 | 43 | 21 | 424 | 220 | 0,52 |      |
| Real Madrid · España |               |               |     |     |   |    |    |     |     |      |      |
| 1.ª | 1973-74       | 27            | 11  | —   | — | 2  | 0  | 29  | 11  | 0,38 |      |
| América de Cali · Colombia |               |               |     |     |   |    |    |     |     |      |      |
| 1.ª | 1977          | 35            | 18  | —   | — | —  | —  | 35  | 18  | 0,51 |      |
| 1.ª | 1978          | 31            | 18  | —   | — | —  | —  | 31  | 18  | 0,58 |      |
| Total club | Total club    | 66            | 36  | 0   | 0 | 0  | 0  | 66  | 36  | 0,55 |      |
| Quilmes Argentina |               |               |     |     |   |    |    |     |     |      |      |
| 1.ª | 1979          | 7             | 3   | —   | — | 4  | 0  | 11  | 3   | 0,27 |      |
| Defensores de Belgrano Argentina |               |               |     |     |   |    |    |     |     |      |      |
| 2.ª | 1980-1981     | 57            | 39  | —   | — | —  | —  | 57  | 39  | 0,68 |      |
| Mariano Moreno Argentina |               |               |     |     |   |    |    |     |     |      |      |
| 1.ª | 1982          | 14            | 7   | —   | — | —  | —  | 14  | 7   | 0,50 |      |
| Sarmiento Argentina |               |               |     |     |   |    |    |     |     |      |      |
| 1.ª | 1982          | 18            | 6   | —   | — | —  | —  | 18  | 6   | 0,33 |      |
| Club El Porvenir Argentina |               |               |     |     |   |    |    |     |     |      |      |
| 2.ª | 1983-1984     | 46            | 20  | —   | — | —  | —  | 46  | 20  | 0,43 |      |
| Huracán Las Heras Argentina |               |               |     |     |   |    |    |     |     |      |      |
| 1.ª | 1985          | 8             | 1   | —   | — | —  | —  | 8   | 1   | 0,13 |      |
| Total carrera | Total carrera | Total carrera | 624 | 322 | 0 | 0  | 49 | 21  | 673 | 343  | 0,51 |
| (1) Incluye datos de la Copa Libertadores (1966, 1967, 1970, 1973, 1976, 1979) y la Liga Europa de la UEFA (1973-74). (2) No incluye goles en partidos amistosos. |               |               |     |     |   |    |    |     |     |      |      |

### Resumen estadístico
|                       | Partidos | Goles | Promedio |
| --------------------- | -------- | ----- | -------- |
| Primera división      | 521      | 263   | 0,50     |
| Segunda división      | 103      | 59    | 0,57     |
| Copas internacionales | 49       | 21    | 0,43     |
| Selección argentina   | 37       | 10    | 0,27     |
| Total                 | 710      | 353   | 0,50     |

## Palmarés

### Títulos nacionales
| Título           | Club        | País      | Año     |
| ---------------- | ----------- | --------- | ------- |
| Copa de España   | Real Madrid | España    | 1973-74 |
| Primera División | River Plate | Argentina | M-1975  |
| Primera División | River Plate | Argentina | N-1975  |

### Distinciones individuales
| Distinción                                        | Año    |
| ------------------------------------------------- | ------ |
| Máximo goleador de la Copa Libertadores (9 goles) | 1970   |
| Máximo goleador de Primera División (16 goles)    | M-1970 |
| Máximo goleador de Primera División (17 goles)    | M-1973 |

## Investigación periodística y causa judicial por estafa
El lunes 29 de junio de 2009, Oscar Más fue condenado a seis meses de prisión en suspenso por estafa, durante un juicio abreviado sustanciado luego de ser detenido el día anterior mientras votaba en un colegio de San Isidro, en la zona norte del Gran Buenos Aires, en ocasión de las elecciones legislativas de junio de 2009. El exfutbolista tenía una orden de captura por incumplir medidas judiciales en el marco de una suspensión de juicio con la que fue beneficiado en la causa por estafa, declararon fuentes judiciales.
Más quedó detenido en una comisaría y fue trasladado al día siguiente a la Alcaidía del Palacio de Justicia para comparecer ante el Tribunal Oral en lo Criminal n.º 7 que solicitó su arresto, a cargo de los jueces Daniel Morín, Gustavo Valle y Juan Giúdice Bravo. La orden de detención se realizó a causa de que no cumplió con la libertad condicional que la Justicia le había dictado en diciembre de 2006 para no ir a juicio por la denuncia en su contra. El exjugador debía presentarse periódicamente ante el Patronato de Liberados, lo que incumplió, y no fue ubicado en el domicilio que había fijado, por lo que el tribunal declaró su rebeldía y ordenó su detención. Sin embargo, hasta que la sentencia fuere firme, permanecería en libertad.
En su edición del viernes, 10 de julio de 2009, el programa periodístico de investigación Documentos América, emitido por el canal América TV, dio a conocer una cámara oculta en la que se mostró a Más exigiendo dinero a padres de menores a cambio de brindarle a los últimos un precario entrenamiento y eventual ingreso a las divisiones inferiores de River Plate.
Luego de ser filmado en un intento de estafa pidiendo dinero a chicos para conseguirles una prueba en River, que nunca podría darse debido a que el Mono no estaba ligado al club, reconoció que este comportamiento estaba relacionado con su adicción al juego, de la cual está en tratamiento.